# Ellychnia bivulneris
Ellychnia bivulneris är en skalbaggsart som beskrevs av Green 1949. Ellychnia bivulneris ingår i släktet Ellychnia och familjen lysmaskar. Inga underarter finns listade i Catalogue of Life.